# Cara visible de la Lluna

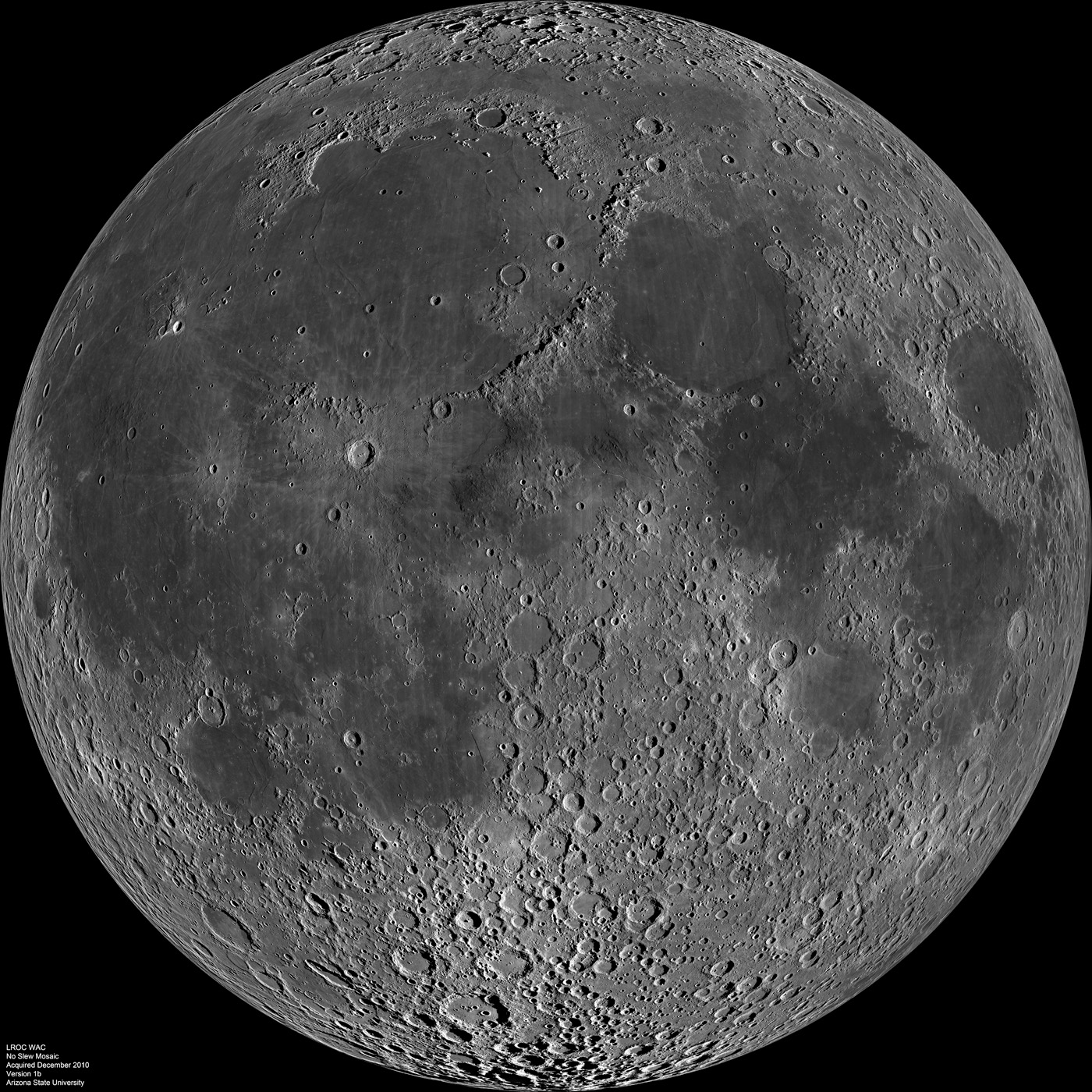
Cara visible de la Lluna fotografiada pel LRO de la NASA.

Cara visible de la Lluna amb els principals mars i cràters etiquetats.

La cara visible de la Lluna és l'hemisferi de la Lluna que és permanentment orientat cap a la Terra, i l'hemisferi oposat és la cara oculta de la Lluna. La raó per la qual des de la Terra solament és visible aquesta cara és perquè la Lluna gira entorn del seu eix de rotació a la mateixa velocitat que orbita al voltant de la Terra, cosa que es coneix com a rotació síncrona o acoblament de marea.
La Lluna està directament il·luminada pel Sol i a causa de la variació cíclica de les condicions d'observació des de la Terra passa el que es coneix com a fases lunars. Les parts no il·luminades de la Lluna poden de vegades estar feblement il·luminades a causa de la lluentor de la Terra, que no és més que la llum solar que al reflectir-se en la superfície de la Terra es projecta sobre la Lluna. Atès que l'òrbita de la Lluna és una mica el·líptica i està inclinada respecte al seu plànol equatorial, les libracions permeten que fins a un 59 % de la superfície de la Lluna pugui veure's des de la Terra (encara que des de qualsevol punt de la Terra a qualsevol moment només es pot observar la meitat del satèl·lit).

Observació des de l'hemisferi nord de la Terra al llarg d'un mes lunar, mostrant els efectes de la libració.

## Nomenclatura
La cara visible de la Lluna està coberta per grans àrees fosques que els primers astrònoms que la van cartografiar al segle XVII (principalment Giovanni Riccioli i Francesco Maria Grimaldi) van pensar que es tractaven de mars. Tot i que posteriorment es va descobrir que la lluna no tenia mars, es continua a utilitzar el terme «mare». En contraposició, les regions amb color més clar són denominades «terrae», més comunament referides com a terres altes.

## Orientació
La imatge de la Lluna normalment es mostra en els mapes amb el nord en la part superior i l'oest a l'esquerra, per bé que els astrònoms normalment giren el mapa i posen el sud en la part superior de manera que es correspongui amb la imatge vista en la majoria dels telescopis, que mostren la imatge invertida.
Cal tenir en compte que, a la Lluna, l'est i l'oest es troben en on cal esperar si estiguéssim dempeus a la Lluna. Però quan nosaltres, des de la Terra, veiem la Lluna al cel la direcció est-oest s'inverteix. Per precisar unes determinades coordenades sobre la Lluna, per tant, s'hauria d'esmentar sempre si es tracta de coordenades selenogràfiques o de coordenades astronòmiques.